# فریج المره
فریج المره یک منطقهٔ مسکونی در قطر است که در شهرداری الریان واقع شده‌است. فریج المره ۱٫۱ کیلومتر مربع مساحت دارد ۲۷ متر بالاتر از سطح دریا واقع شده‌است.